# 亞洲電視劇集列表 (1980年代)

## 1982年
| 首播日期 | 集數 | 劇名               | 官網 | 編審   | 監製   | 演員                                                                                               | 備註                            |
| 10月1日  | 30   | 雄霸天下           | 網頁 | 楊 基  | 查傳誼 | 姜大衛、劉志榮、陳秀雯、鮑漢琳、江濤、朱承彩、馮真、黃植森、麥天恩、周慧娟、司馬華龍、吳回、陳植槐 | 半小時劇集                      |
| 10月18日 | 15   | 再生戀             | 網頁 | 王啟基 | 李兆華 | 李影、羅樂林、盧愛蓮、禤素霞、金童、曹達華                                                         | 半小時劇集 編導：莊偉健、曾皓文 |
| 10月25日 | 20   | 再見狂牛           | 網頁 | 洪懷恩 | 張之玨 | 何家勁、關之琳、蔡瓊輝、容惠雯、黎漢持、許英秀                                                     |                                 |
| 12月15日 | 35   | 血債血償           | 網頁 | 王啟基 | 劉嘉豪 | 潘志文、伍衛國、李麗麗、平凡、文雪兒、李燕燕、麥天恩、李岡、葉玉萍、陳惠敏、曾偉權                 |                                 |
| 12月20日 | 15   | 家姐、細佬、飛髮舖 | 網頁 | 洪懷恩 | 梁 天  | 董驃、鄧碧雲、卡迪遜、張瑛、吳回、朱德惠、黃英波、苗金鳳、朱承彩                                   | 半小時劇集                      |

## 1983年
| 首播日期 | 集數 | 劇名                            | 官網                              | 編審         | 監製          | 演員 | 備註                                                          |
| 01月4日  | 15   | 一江春水向東流                  |                                   | 彭濟材       | 賴水清        | 黎漢持、馬敏兒、曾偉權、阮佩珍、容惠雯、李燕燕、吳回、王偉、梁舜燕、鮑漢琳                                                                                           |                                                               |
| 01月10日 | 30   | 家姐、細佬、飛髮舖 第二輯       | 網頁                              | 洪懷恩 海 滴 | 梅小青        | 董驃、鄧碧雲、張瑛、吳回、朱德惠、柳影虹、何家勁、文雪兒、卡迪遜、鍾保羅                                                                                             |                                                               |
| 01月24日 | 20   | 唐伯虎三戲秋香                  | 網頁                              | 楊 基        | 查傳誼        | 劉緯民、余安安、李影、吳剛、張錚、關偉倫、徐寶鳳、王偉、唐若菁、車保羅、陳植槐、禤素霞、良鳴、許英秀、鮑漢琳                                                         |                                                               |
| 02月7日  | 40   | 八美圖 Eight Women              | 網頁                              | 洪懷恩       | 梁 天         | 魏秋樺、馬敏兒、李影、蔡瓊輝、禤素霞、麥翠嫻、葉玉萍、蔡倩兒、黎漢持、岳華、熊德誠、 何家勁、羅樂林                                                                  |                                                               |
| 02月21日 | 20   | 鹹魚豆腐白菜仔 Bean Curd Beauty | 網頁                              | 彭濟材       | 李兆華        | 楊得時、葉玉萍、蕭山仁、 金童、吳毅將、邵音音、譚榮傑、李月清、吳桐、司馬華龍、伍永森、苑瓊丹                                                                        |                                                               |
| 03月21日 | 10   | 浮生三記                        | 網頁                              | 楊 基        | 賴水清        | 潘志文、謂詩明、阮佩珍、李岡、黎宣、李亨、江濤、林淑嫻、熊德誠、凌文海、蔡國慶、陳中堅、梁漢威、                                                                     | 編導：賴水清、莊偉建 此劇首開香港電視劇前往中國大陸取景的先河 |
| 04月4日  | 25   | 飛越擂台                        | 網頁                              | 鄭丹瑞       | 劉嘉豪        | 岳華、李麗麗、陳惠敏、文雪兒、施明、梁小龍、劉家勇 | 編導：郭煜機、胡學文                                          |
| 04月4日  | 20   | 誓不低頭                        | 網頁                              | 楊 基        | 查傳誼        | 陳觀泰、何家勁、黃秋生、周麗娟、麥翠嫻、蔡倩兒、陳彩燕、吳鳳華、張瑛、王浪、馮真、麥天恩、李月清、江濤、羅樂林、李燕燕、王偉                                         |                                                               |
| 05月2日  | 10   | 園中緣 The Ghost and the Beauty | 網頁                              | 王啟基       | 賴水清        | 潘志文、阮佩珍、江濤、吳鳳華、李岡、邵音音、周美玲、蔡國慶、吳桐、陳植槐、凌文海、鄭雷、黎萱                                                                         |                                                               |
| 05月9日  | 25   | 邊緣十八 Rebel at 18            | 網頁                              | 彭濟材       | 梅小青        | 魏秋樺、曾偉權、柯永祺、熊德誠、葉玉萍、弗烈、凌腓力、江雪、王偉 |                                                               |
| 05月16日 | 20   | 誓不低頭續集                    | 網頁                              | 楊 基        | 查傳誼        | 陳觀泰、何家勁、麥翠嫻、蔡倩兒、陳彩燕、吳鳳華、麥天恩、黃秋生、羅樂林、王偉、苗金鳳、周麗娟、甘山                                                                   |                                                               |
| 06月13日 | 40   | 再向虎山行                      | myTV SUPER （页面存档备份，存于） | 麥守義       | 徐小明        | 董驃、曹達華、吴回、江濤、張錚、伍衛國、徐二牛、劉一帆、米雪、徐寶鳳、司馬華龍、斑斑、黎宣、楊家安、黎漢持、郭錦華、梁小龍、李影、李岡、林迪安                       |                                                               |
| 06月13日 | 20   | 世界仔 Mr. World of Three       |                                   | 蔡業鳴       | 梁 天         | 劉志榮、馬敏兒、文雪兒、凌腓力、張瑛 |                                                               |
| 07月11日 | 25   | 情難再                          | 網頁                              | 彭濟材       | 張之玨        | 林美琴、尹建邦、楊柏銓、楊詠雪、麥翠嫻、楊得時、金童、馮素波、甘山、禤素霞、林立三、黃秋生、陳植槐、梁舜燕、夏春秋、區凱鈴、馮真、苗金鳳、凌文海                     |                                                               |
| 08月8日  | 20   | 大家HAPPY Happy Together        | 網頁                              | 葉中嫻       | 李兆華        | 劉家傑、鮑起靜、陳惠敏、簡而清、車保羅、陳國光、洪靜文、盧愛蓮 |                                                               |
| 08月8日  | 20   | 101拘捕令                       | myTV SUPER （页面存档备份，存于） | 鄭丹瑞       | 劉嘉豪        | 羅樂林、尹志強、黃植森、李麗麗、李影、施明、曾偉權、葉玉萍、溫碧霞、曹查理                                                                                           |                                                               |
| 09月5日  | 20   | 洋蔥花 Onion Flower             | 網頁                              | 程潔茵       | 梅小青        | 何家勁、李影、梁淑莊、岳華、李賽鳳、蔡倩兒、凌腓力、麥天恩、冼煥貞                                                                                                   |                                                               |
| 09月5日  | 20   | 福星闖天下 Two of Us            | 網頁                              | 蔡業鳴       | 查傳誼        | 斑斑、劉少君、麥德和、蔡瓊輝、李岡、陳彩燕、蔡國慶 |                                                               |
| 10月3日  | 15   | 新不了情                        | 網頁                              | 鄭丹瑞       | 李兆華        | 于嘉希、趙煒林、陳佩茜、楊仲恩、徐寶鳳、黎漢持、吳鳳華、陳植槐、吳回、鮑漢琳、麥翠嫻                                                                                 |                                                               |
| 10月3日  | 20   | 劍仙李白                        | myTV SUPER （页面存档备份，存于） | 王啟基       | 梁 天         | 劉松仁、阮佩珍、黎漢持、劉緯民、江濤、文雪兒、羅樂林、王偉、周麗娟、容惠雯、凌腓力、梁漢威                                                                           |                                                               |
| 10月24日 | 20   | 俄羅斯輪盤 Russian Roulette     | 網頁                              | 葉中嫻       | 劉嘉豪        | 金興賢、魏秋樺、劉緯民、冼煥貞、黃植森 |                                                               |
| 11月7日  | 30   | 鐵膽英雄                        | 網頁                              | 麥守義       | 徐小明 李元科 | 何家勁、馬敏兒、梁小龍、李麗麗、董驃、曾偉權、葉玉萍、文雪兒、徐寶鳳、譚榮傑、甘山、陳觀泰、鄭雷、司馬華龍、劉一帆、曹達華、黎萱、徐二牛、吳回、良鳴、許英秀、楊家安 | 張瑛最後一部亞洲電視劇集之遺作                                |
| 11月20日 | 20   | 阿SIR阿SIR Yes Sir, Yes Sir     |                                   |              | 梅小青        | 劉家傑、羅樂林、黃秋生 |                                                               |
| 12月13日 | 30   | 少女慈禧                        | 網頁                              | 王啟基       | 李兆華 劉嘉豪 | 劉雪華、麥翠嫻、伍衛國、王偉、劉緯民、王浩義、冼煥貞、陳彩燕、禤素霞                                                                                                 | 劉雪華成名作                                                  |
| 12月26日 | 15   | 橄欖樹 Olive Tree               | 網頁                              |              | 梁 天         | 麥天恩、楊仲恩、區凱玲 | 製作統籌：陳麗霞 編導：余明生、宋豪輝                         |

## 1984年
| 首播日期 | 集數 | 劇名                                    | 官網                              | 編審   | 監製          | 演員 | 備註                                     |
| 01月9日  | 20   | 小生也瘋狂 Boys Must Be Crazy           | 網頁                              | 麥守義 | 梅小青        | 蔡瓊輝、曾偉權、吳毅將、苑瓊丹、梁舜燕 | 魯振順跟無綫電視解約後轉投亞視的首部劇集 |
| 01月23日 | 20   | 醉拳王無忌                              | myTV SUPER （页面存档备份，存于） | 鄭丹瑞 | 查傳誼        | 吳剛、李賽鳳、葉玉萍、劉家勇、王龍威、羅樂林、凌腓力、良鳴                                                                                 |                                          |
| 02月6日  | 20   | 表錯七段情                              | ATV YouTube                       | 區華漢 | 阮惠源        | 阮佩珍、蔡倩兒、錢慧儀、黎漢持、劉志榮、吳回、馮真、鄭文霞、卡迪遜、楊仲恩、蔡國慶、曹達華、許瑩英                                         |                                          |
| 02月19日 | 30   | 琴劍恩仇                                | 網頁                              | 王啟基 | 梁 天         | 岳華、馬敏兒、文雪兒、斑斑、區凱鈴、尹天照、唐品昌、凌腓力、苗金鳳、王偉                                                                   | 尹天照、唐品昌首部電視劇 編導：馮柏源    |
| 03月5日  | 20   | 毋忘我 Forget Me Not                    | 網頁                              | 蔡業鳴 | 梅小青        | 葉玉萍、羅樂林、魯振順、張淑玲、陳莉莉、徐寶鳳、楊仲恩、鮑漢琳、歐陽莎菲、于楓、曹查理、吳毅將、江濤、黃秋生、伍永森、苑琼丹、劉一帆       |                                          |
| 04月2日  | 20   | 四大名捕                                | myTV SUPER （页面存档备份，存于） | 王啟基 | 李兆華 郭煜機 | 董驃、伍衛國、梁小龍、高雄、黎漢持、張翼、米雪、阮佩珍、曹達華、江濤、譚榮傑                                                               |                                          |
| 04月2日  | 50   | 天堂鳥                                  | 網頁                              | 麥守義 | 劉嘉豪        | 劉雪華、魏秋樺、麥翠嫻、劉緯民、曾偉權、羅樂林、吳剛、蔡倩兒、梁舜燕、江濤、王偉、金興賢、熊德誠                                           |                                          |
| 04月30日 | 30   | 蝴蝶血                                  |                                   |        | 查傳誼        | 卡迪遜、李岡、麥天恩、楊仲恩、姚鳳絲、黃秋生、冼喚貞、陳彩燕                                                                               | 編導：馮柏源、譚新源                     |
| 06月11日 | 20   | 我愛美人魚 My Love                      | ATV YouTube                       | 區華漢 | 阮惠源        | 何家勁、李賽鳳、王小鳳 | 編劇：陳靜儀                             |
| 06月11日 | 30   | 十二金牌                                | myTV SUPER （页面存档备份，存于） | 草 川  | 李元科        | 岳華、黎漢持、羅莽、徐二牛、張翼、鄭雷、羅樂林、麥天恩、王偉                                                                               |                                          |
| 07月9日  | 20   | 101拘捕令第二輯之熱線九九九             | 網頁                              | 王啟基 | 梅小青        | 羅樂林、尹志強、金燕玲、劉緯民、金興賢、馬敏兒、蔡倩兒、楊仲恩、黃秋生                                                                     |                                          |
| 07月23日 | 30   | 霍東閣                                  | 網頁                              | 麥守義 | 徐小明        | 錢小豪、鄭佩佩、姚鳳絲、劉志榮、麥翠嫻、金興賢、曾偉權、麥天恩、文雪兒、林迪安、吳回、良鳴、甘山、鮑漢琳、王偉                             | 執行監製:楊錦泉                          |
| 08月6日  | 40   | 武則天                                  | 網頁                              | 草 川  | 李兆華        | 馮寶寶、潘志文、劉永、曾偉權、劉紅芳、江漢、魯振順、斑斑、陳彩燕、白韻琴、凌文海、司馬華龍、王小凤、李爱华、尹天照、徐二牛、李国辉、唐品昌 |                                          |
| 09月3日  | 40   | 醉拳王無忌之日帝月后                    | myTV SUPER （页面存档备份，存于） | 蔡業鳴 | 劉嘉豪        | 吳剛、李賽鳳、葉玉萍、江濤、楊得時、弗烈、冼煥貞、區凱鈴、凌腓力、陳莉莉、張翼、李麗麗、楊仲恩                                             |                                          |
| 10月1日  | 20   | 天靈 The Man, the Ghosts and the Aliens | myTV SUPER （页面存档备份，存于） |        | 阮惠源        | 何家勁、任喜寶、羅敏玲 | 編導：余明生                             |
| 10月29日 | 25   | 雲海玉弓緣                              | myTV SUPER （页面存档备份，存于） | 草 川  | 李元科        | 曾偉權、馬敏兒、江濤、蔡倩兒、劉紅芳、陳彩燕、楊仲恩、白允然                                                                               |                                          |
| 10月29日 | 30   | 101拘捕令第三輯之勇敢新世界             | 網頁                              | 麥守義 | 梅小青        | 羅樂林、尹志強、湯鎮宗、李影、文雪兒 |                                          |
| 12月3日  | 25   | 神相李布衣                              | 網頁                              | 盧榮光 | 楊錦泉        | 劉緯民、何家勁、麥翠嫻、任喜寶、岳華、王偉                                                                                                 |                                          |
| 12月10日 | 25   | 王昭君                                  | 網頁                              | 陳靜儀 | 王心慰        | 魏秋樺、伍衛國、江濤、孟麗萍、陳彩燕、黃秋生、吳毅將、冼煥貞                                                                               | 亞視四大美人系列                         |

## 1985年
| 首播日期 | 集數 | 劇名                                               | 官網                              | 編審   | 監製          | 演員 | 備註                                               |
| 01月7日  | 20   | 青春碰碰車                                         |                                   | 盧榮光 | 李兆華        | 弗烈、楊仲恩、蔣金、黃桂玲                                                                                             |                                                    |
| 01月14日 | 30   | 八仙過海                                           | myTV SUPER （页面存档备份，存于） | 鄭文華 | 丁 亮         | 潘志文、阮佩珍、江漢、斑斑、曾偉權、唐品昌、黃曙光、凌文海、梁漢威、林迪安、蔡國慶、曹榮                               | 黃曙光亦生前最後一套的主要演出電視劇               |
| 02月4日  | 30   | 四大名捕重出江湖                                   | myTV SUPER （页面存档备份，存于） | 鄭文華 | 阮惠源        | 金興賢、羅樂林、魯振順、韋白、文雪兒、蔡倩兒、任喜寶、平凡                                                             |                                                    |
| 02月25日 | 25   | 靈界邊緣人 The Man, the Ghosts and the Aliens (II) | 網頁 （页面存档备份，存于）       | 吳偉榮 | 劉嘉豪        | 曾偉權、麥翠嫻、劉紅芳、江濤、徐寶鳳                                                                                   |                                                    |
| 03月18日 | 25   | 戰神                                               | myTV SUPER （页面存档备份，存于） | 鄭文華 | 李元科        | 王偉、弗烈、葉玉萍、司馬華龍、冼煥貞、蕭玉龍、張翼、徐二牛                                                             |                                                    |
| 04月1日  | 25   | 大千小傳 Casino 1934                               | 網頁                              | 盧榮光 | 楊錦泉        | 劉緯民、劉志榮、馬敏兒、區凱鈴、黃曼凝、江濤、麥天恩、張錚、曹達華、何家勁、蕭山仁、鄭雷                               |                                                    |
| 04月22日 | 20   | 濟公                                               | myTV SUPER （页面存档备份，存于） |        | 丁 亮         | 林國雄、李賽鳳、文雪兒、阮佩珍、楊仲恩、蔡國慶、魯振順、梁漢威、羅樂林、黃秋生、曹達華                                 |                                                    |
| 05月6日  | 25   | 萍蹤俠影錄                                         | myTV SUPER （页面存档备份，存于） | 陳靜儀 | 王心慰        | 劉松仁、米雪、姚鳳絲、斑斑、岳華、金興賢、江漢、熊德誠、凌文海                                                         |                                                    |
| 05月27日 | 20   | 住家男人 The Family Man                            | ATV YouTube                       | 鄭文華 | 梅小青        | 羅樂林、李麗麗、艾蒂、楊得時、江濤、蔡倩兒、李顯明                                                                     |                                                    |
| 06月10日 | 60   | 第四代                                             | 網頁                              | 麥守義 | 徐小明 阮惠源 | 劉雪華、秦祥林、伍衛國、余安安、江漢、曾偉權、麥翠嫻、吳回                                                             |                                                    |
| 06月17日 | 20   | 仙女多情                                           | 網頁                              | 盧榮光 | 劉嘉豪        | 李賽鳳、葉玉萍、吳剛、林國雄、楊仲恩、區凱鈴、苑麗瓊                                                                   |                                                    |
| 07月15日 | 20   | 天涯明月刀                                         | myTV SUPER （页面存档备份，存于） | 陳靜儀 | 李元科        | 潘志文、羅樂林、江濤、森森、劉紅芳、羅石青、良鳴、蔡國慶、王偉                                                         |                                                    |
| 08月12日 | 30   | 十兄弟                                             | 網頁                              | 鄭文華 | 莊偉建        | 凌文海、梁淑莊、楊得時、弗烈、阮佩珍、蔡倩兒、丁櫻、蔣金、尹天照、唐品昌、駱達華、吳剛、李力群、吳廷燁、凌腓力、苑瓊丹 |                                                    |
| 09月2日  |      | 諜網迷情 The Spy Ring                              |                                   |        | 楊錦泉        | 劉志榮、曾慶瑜、陳蓓琪、羅樂林、任喜寶、楊仲恩、葉玉萍                                                                 |                                                    |
| 09月23日 | 25   | 三世人                                             | 網頁                              | 陳靜儀 | 梅小青        | 何家勁、劉紅芳、陳彩燕、區凱鈴、湯鎮宗、徐寶鳳                                                                         |                                                    |
| 10月14日 | 20   | 阮玲玉                                             | 網頁                              | 黃翠華 | 王心慰        | 黃杏秀、伍衛國、王偉、曾偉權、陳彩燕、羅石青、馮素波、黎宣、伍永森、劉素芳、李嘉玲、良鳴、甘山、鄧碧玉、孟麗萍、尹天照 | 黃杏秀於轉投亞洲電視的無綫電視藝員為期間首部電視劇 |
| 10月28日 | 20   | 局中局 The Plot                                    | 網頁                              | 鄭文華 | 李元科        | 李岡、陳蓓琪、文雪兒、蔡倩兒、韋烈、鄭雷                                                                               |                                                    |
| 11月12日 | 20   | 群芳頌                                             | 網頁                              | 吳偉榮 | 阮惠源        | 1985年度亞洲小姐、魯振順、麥德羅                                                                                       | 編導：田迪桁                                       |
| 11月25日 |      | 魅力九龍塘 Bravo Kowloon Tong                      |                                   |        | 莊偉健        | 劉志榮、任喜寶、陳家輝、李賽鳳                                                                                         | 編導：李仁港                                       |
| 12月9日  | 40   | 諸葛亮                                             | myTV SUPER （页面存档备份，存于） | 麥守義 | 劉嘉豪        | 鄭少秋、米雪、羅樂林、陳彩燕、葉玉萍、熊德誠、鄭雷、蔡國慶、湯鎮宗、王偉、吳仕德、關子標                               |                                                    |
| 12月23日 |      | 捉鬼奇兵                                           |                                   |        | 楊錦泉        | 林國雄、劉紅芳、黃曼凝、胡楓                                                                                           |                                                    |

## 1986年
| 首播日期 | 集數 | 劇名                                 | 官網                              | 編審   | 監製         | 演員 | 備註                                                  |
| 01月20日 | 10   | 阿水先生 Who Is Mr. Who              |                                   |        | 莊偉健       | 伊雷、麥翠嫻、陳蓓琪 |                                                       |
| 02月3日  | 20   | 越女劍                               | myTV SUPER （页面存档备份，存于） | 梁劍豪 | 王心慰       | 李賽鳳、岳華、湯鎮宗、鄭雷、斑斑、羅石青、吳彩南、煒烈、苑瓊丹、凌腓力 |                                                       |
| 02月3日  | 20   | 滿堂紅                               | 網頁                              | 陳靜儀 | 梅小青       | 曾偉權、蔡倩兒、潘銑怡、楊得時、梅小惠 | 梅小惠選畢《健美小姐》後先藉姐蔭轉投亞視，再回TVB     |
| 03月3日  | 63   | 秦始皇                               | 網頁                              | 梁劍豪 | 李兆華 丁 亮 | 劉永、米雪、王偉、馮寶寶、劉松仁、黃造時、麥翠嫻、江圖、潘志文、凌腓力、 | 黃造時被TVB解約後轉投亞視的首部劇集                   |
| 03月3日  | 20   | 神燈 Magic Lantern                   | myTV SUPER （页面存档备份，存于） | 鄭文華 | 李元科       | 蕭錦、吳剛、葉玉卿、凌腓力、吳彩南、羅石青、弗烈、徐寶鳳、譚榮傑、吳回、甘山 |                                                       |
| 04月7日  | 20   | 少林英雄                             | myTV SUPER （页面存档备份，存于） | 黃翠華 | 楊錦泉       | 江華、麥翠嫻、葉玉萍、王偉、劉少君、徐二牛、施明、蔣金、吳彩南、張錚、蔡國慶、羅石青、關偉倫、吳廷燁、駱達華、鄭恕峰、陳慧瑜 | 江華首部電視劇                                        |
| 05月5日  | 25   | 冒險家樂園                           | 網頁                              | 盧榮光 | 莊偉健       | 汪禹、余安安、朱慧珊、羅樂林、區豔蓮. 吳剛，鮑漢琳，黎萱，陳麗雲，馬麗莉 |                                                       |
| 06月5日  | 20   | 白髮魔女傳                           | myTV SUPER （页面存档备份，存于） | 梁劍豪 | 王心慰       | 魏秋樺、曾偉權、陳觀泰、黃造時、劉少君、張錚、良鳴、鮑漢琳、曹達華、黎萱 |                                                       |
| 06月9日  | 20   | 通靈 The Man, Ghost and Aliens (III) | 網頁                              | 麥守義 | 梅小青       | 林國雄、葉玉萍、梅小惠、胡楓、楊得時、楊仲恩、馮真、鄭文霞、徐二牛、李麗麗、李顯明、凌文海、吳香倫 |                                                       |
| 07月7日  | 25   | 哪吒                                 | myTV SUPER （页面存档备份，存于） | 鄭文華 | 李元科       | 方國珊、魯振順、亦千霞、羅樂林、馮素波、蔣金、江圖、施明、譚榮傑、熊德誠、良鳴、鄭雷、煒烈、陳植槐、甘山、許英秀、阮令濤、黎萱、李文彪、駱達華、伍永森                                                                                        |                                                       |
| 07月7日  | 25   | 西施                                 | 網頁                              | 陳靜儀 | 丁 亮        | 黎燕珊、潘志文、白彪、江圖、羅石青、斑斑、陳彩燕、徐寶鳳、尹天照、吳毅將、苑瓊丹 | 黎燕珊成為亞洲小姐冠軍後的首部電視劇 亞視四大美人系列 |
| 08月4日  |      | 時勢英雄                             |                                   |        | 楊錦泉       | 劉松仁、潘志文、陳蓓琪、江圖、麥翠嫻、黃造時、王偉、陳百燊、馬麗莉、張錚 |                                                       |
| 09月1日  | 20   | 清末四大奇案                         | 網頁                              | 劉枝華 | 莊偉健       | (一)楊乃武與小白菜：李青山、魏秋樺、葉玉萍、劉少君、梁漢威、尹天照、鮑漢琳、阮令濤 (二)楊月樓奇冤：魯振順、薰妮、李嘉玲 (三)太原奇案：李文彪、文雪兒、楊得時、唐品昌、葉子楣、苑麗瓊、吳回 (四)刺馬案：羅石青、熊德誠、鄭恕峰、吳毅將、孟麗萍 | 共四個單元                                            |
| 09月22日 |      | 我兒萬歲                             |                                   |        | 袁浩泉       | 朱江、陳曼娜、麥德羅、周美鳳、凌腓力 |                                                       |
| 10月6日  | 20   | 斷腸人在天涯                         |                                   |        | 李兆華       | 曾偉權、朱慧珊、陳彩燕、湯鎮宗、區豔蓮、楊得時、張錚、羅石青 | 編導：黃偉業                                          |
| 10月20日 | 30   | 柔情點三八                           | 網頁                              | 鄭文華 | 梅小青       | 米雪、森森、區凱鈴、朱江、潘志文、苗可秀、葉玉卿、梅小惠 |                                                       |
| 11月3日  | 20   | 濟公活佛                             | myTV SUPER （页面存档备份，存于） | 黃育德 | 李艷芳 丁 亮 | 林國雄、文雪兒、尹天照、蔣金、江漢、楊仲恩、李嘉玲、苑麗瓊、曹達華、鮑漢琳、馮素波、陳植槐、司馬華龍 | 文雪兒亞視最後一部劇集                                |
| 11月3日  | 17   | 九月鷹飛                             | myTV SUPER （页面存档备份，存于） | 麥守義 | 王心慰       | 劉松仁、魏秋樺、陳復生、江圖、陳彩燕、徐寶鳳、王偉、關偉倫 | 編劇：鍾繼昌、林兆強、關頌玲、梁志明                  |
| 12月1日  | 20   | 時光倒流七十年 Somewhere in Time     | 網頁                              | 梁劍豪 | 莊偉健       | 黎燕珊、江華、劉志榮、朱慧珊、陳彩燕、連偉健、張煒、袁依玲 |                                                       |
| 12月1日  | 25   | 決戰江湖                             | myTV SUPER （页面存档备份，存于） | 劉枝華 | 楊錦泉       | 李青山、魯振順、葉玉萍、區豔蓮、王偉 |                                                       |
| 12月1日  | 30   | 胭脂淚 Orchid in the Storm           |                                   | 盧榮光 | 袁浩泉       | 麥翠嫻、吳寧、李嘉玲、湯鎮宗、吳剛、李道洪、徐曼華 |                                                       |
| 12月29日 | 30   | 少林五壯士                           | myTV SUPER （页面存档备份，存于） | 莫淑娥 | 李元科       | 李文彪、林迪安、麥德羅、葉玉卿、徐寶鳳、苗金鳳、吳彩南、馮素波、楊嘉諾 |                                                       |

## 1987年
| 首播日期 | 集數 | 劇名                                                                                  | 官網                              | 編審   | 監製   | 演員 | 備註                                                                             |
| 01月5日  | 20   | 母親                                                                                  |                                   | 黃育德 | 丁 亮  | 鮑起靜、馮真、黎宣、阮令濤、凌文海、羅石青、羅樂林、關偉倫、陳麗雲、楊仲恩、劉少君、楊得時、潘銑怡、陳迪華                                                 |                                                                                  |
| 01月12日 | 20   | 龍的小子                                                                              |                                   | 梁志明 | 李兆華 | 江圖、李岡、吴浣儀、尹天照、吴回、蔡國慶、方國珊、林國雄、黃造時                                                                                           |                                                                                  |
| 02月2日  | 30   | 紅塵                                                                                  |                                   | 麥守義 | 譚新源 | 魏秋樺、劉志榮、朱慧珊、朱江、煒烈、胡楓、葉子楣、袁依玲                                                                                                   |                                                                                  |
| 02月9日  | 30   | 獅王之王                                                                              |                                   | 劉枝華 | 周華宇 | 孫興、葉玉萍、周美鳳、黃樹棠、羅石青、蔡倩兒、盧宛茵、凌腓力、楊得時、凌文海、羅樂林、鄭雷、江漢                                                           | 孫興當選《電視先生》後首部電視劇，並親自唱主題曲 盧宛茵拍罷本劇後回TVB拍《季節》 |
| 02月16日 | 20   | 貂蟬                                                                                  | 網頁                              | 盧榮光 | 李艷芳 | 利智、湯鎮宗、王偉、江圖、吳寧、陳彩燕 | 利智當選亞洲小姐冠軍後的首部電視劇 亞視四大美人系列                              |
| 03月19日 | 20   | 文學電視 Literature Theatre                                                           | 網頁                              | 梁劍豪 | 王心慰 | 伍衛國、苗可秀、鮑起靜、周秀蘭、林國雄、黃造時 | 分多個單元拍攝近代文學名作，如《寒夜》、《祝福》、《傷逝》、《雷雨》等           |
| 03月16日 | 20   | 女捕快                                                                                | myTV SUPER （页面存档备份，存于） | 梁志明 | 楊錦泉 | 方國珊、黃造時、斑斑、徐思斐、胡楓、凌腓力、孫建 | 編導：鄺業生，方國珊、黃造時於期間正在接拍的最後一部亞洲電視本劇                 |
| 03月23日 | 25   | 幽靈                                                                                  |                                   | 莫淑娥 | 龍紹基 | 江華、麥翠嫻、馬麗莉、連偉健、蔣金、徐寶鳳、尹天照、葉玉卿、姜漢文、鮑漢琳                                                                                 |                                                                                  |
| 04月6日  | 25   | 鐵血藍天 The Young CID                                                                |                                   | 麥守義 | 莊偉建 | 李青山、朱慧珊、蔡倩兒、潘銑怡、楊得時、吳聲發、李文彪、吳毅將                                                                                             | 編導：李旭華                                                                     |
| 04月13日 | 25   | 金鳳凰                                                                                |                                   | 盧榮光 | 袁浩泉 | 潘志文、吳寧、伍衛國、葉玉卿、陳迪華、黃樹棠、徐曼華、區凱鈴、苑麗瓊                                                                                       |                                                                                  |
| 04月27日 | 20   | 無名英雄                                                                              |                                   | 黃育德 | 丁 亮  | 黃元申、魏秋樺、陳彩燕、李岡、李嘉玲、鄭恕峰、魯振順、蔡國慶、江圖、陳美頤、敖龍、阮令濤                                                                   | 編導：黃偉業                                                                     |
| 05月11日 | 20   | 包公                                                                                  |                                   | 梁劍豪 | 李元科 | 王偉、羅樂林、煒烈、徐寶鳳、楊嘉樂、馮真 |                                                                                  |
| 05月18日 |      | 風水輪流傳 Illusions Come True                                                        |                                   |        |        | 孫興、區艷蓮 |                                                                                  |
| 06月1日  | 20   | 烈士忠魂                                                                              | ATV YouTube                       | 許淑嫻 | 譚新源 | 江華、周秀蘭、馬麗莉、楊得時、蔡欣樺、江漢、甘山、陳婉薇、良鳴                                                                                             |                                                                                  |
| 06月8日  | 20   | 佳人有難 Return of the Phoenix                                                        |                                   |        | 王心慰 | 黃造時、林國雄、吳剛、胡楓、苑瓊丹、陳曼娜、吳回 | 編導：黃偉業                                                                     |
| 06月22日 | 25   | 梟雄                                                                                  |                                   | 黃育德 | 周華宇 | 黃元申、劉志榮、葉玉卿、陳寶儀、熊德誠、吳彩南、蔡善儀、鄭恕峰、吳紫妍、關偉倫                                                                             | 編導：趙崇基                                                                     |
| 06月22日 | 25   | 啼笑因緣                                                                              |                                   | 麥守義 | 李艷芳 | 劉松仁、米雪、苗可秀、陳彩燕、張錚、甘山、陳植槐、駱達華、蕭山仁、梁舜燕、曹達華、伍永森、丁櫻                                                             | 湯鎮宗於女兒湯洛雯出生期間正在接拍本劇                                           |
| 07月6日  | 20   | 香港情                                                                                |                                   | 盧榮光 | 李愛琼 | 甄楚倩、魯振順、江圖、羅樂林、孫興、黎宣、張立基、凌腓力                                                                                                   | 主題曲：甄楚倩《小人物》                                                         |
| 08月3日  | 25   | 大銅鑼                                                                                |                                   | 許淑嫻 | 莊偉健 | 吳剛、陳靖允、苑瓊丹、張煒、蔣金、凌腓力、陳美頤 |                                                                                  |
| 09月7日  | 71   | 滿清十三皇朝 (前五朝)：努爾哈赤、皇太極、順治、康熙 The Rise and Fall of Qing Dynasty | myTV SUPER （页面存档备份，存于） | 楊 基  | 楊錦泉 | 尹天照、王偉、潘志文、李青山、羅樂林、白彪、煒烈、苗可秀、麥翠嫻、葉玉萍、黎燕珊、朱慧珊、陳彩燕、陳靖允、尹麗玉、吳毅將、吳寧、黃麗英                     | 編導：黃偉業                                                                     |
| 07月29日 | 25   | 武林故事                                                                              | myTV SUPER （页面存档备份，存于） | 劉枝華 | 龍紹基 | 尹天照、李岡、羅樂林、潘銑怡、劉雲峰、駱慧貞、歐凱玲、朱德惠、吴廷燁、黄樹棠、楊嘉諾、王偉、黄偉良、徐二牛、莎鳳、馮素波、梁錦燊                           | 編導：梁德華、吳志權、連熾芬、高先明                                             |
| 07月20日 | 20   | 怒火青春 The Wanted                                                                   |                                   | 梁劍豪 | 丁 亮  | 朱江、李文彪、森森、溫婉青、徐思斐、駱達華、煒烈、陳植槐、馮真                                                                                             |                                                                                  |
| 08月19日 | 25   | 天將魔星 The Devil Force                                                              | myTV SUPER （页面存档备份，存于） | 鍾繼昌 | 袁浩泉 | 林國雄、葉玉卿、袁祥仁、李麗莉、徐寶鳳、苑麗瓊、劉雲峰、曹達華、高雄、袁信義、楊仲恩、徐思斐、江圖、梁漢威、周美玲、陳伯榮、姚文基、黄劍秋、廖月然、薛純基 | 編導：田迪桁、黎棨源                                                             |
| 09月24日 | 20   | 擦鞋先生 Shoe Shine Boy                                                               |                                   |        | 譚新源 | 湯鎮宗、麥翠嫻、區艷蓮、何英偉、駱達華 |                                                                                  |
| 10月26日 | 20   | 新小五義 Magnificent Five                                                             | myTV SUPER （页面存档备份，存于） | 梁志明 | 李元科 | 李元彪、馬麗莉、李影彤、弗烈、譚榮傑、煒烈、朱德惠、曹源達、陳植槐、阮令濤、熊德誠、丁櫻、楊嘉樂、徐二牛、江圖、劉素芳、關偉倫、黄樹棠、羅耀雄             | 編導：趙崇基、袁惠兒、梁淑嫻、李旭華 、故事：李元科、梁志明                      |
| 11月24日 | 20   | 天橋 Catwalk                                                                          |                                   | 盧榮光 | 王心慰 | 林偉、林其欣、朱慧珊、秦蔚文、安德尊、馮真、譚少英、熊德誠、江漢、梁舜燕、黎劍星、伍永森、馮素波、陳百燊                                                   | 基於林偉於本劇的演出，他轉投TVB後亦予以接拍由王心慰製作的《都市的童話》          |
| 12月14日 | 20   | 成吉思汗                                                                              | ATV YouTube                       | 梁劍豪 | 李兆華 | 劉永、黎燕珊、潘銑怡、孫興、江圖、潘志文、陳彩燕、李岡、羅石青、吳廷燁、姜皓文、凌腓力                                                                     | 羅石青亦息影作，生前是最後一部亞洲電視的電視劇                                   |
| 12月22日 | 20   | 大鬧粉粧樓                                                                            | myTV SUPER （页面存档备份，存于） | 梁志明 | 周華宇 | 湯鎮宗、葉玉萍、張立基、蔡倩兒、江漢、徐寶鳳 |                                                                                  |

## 1988年
| 首播日期 | 集數 | 劇名                                                                        | 官網                              | 編審   | 監製   | 演員 | 備註                                               |
| 01月11日 | 25   | 狂俠、天驕、魔女                                                            | myTV SUPER                        | 許淑嫻 | 李艷芳 | 斑斑、游天龍、劉雲峰、弗烈、周秀蘭、李映彤、丁櫻、徐思斐、苑瓊丹、譚榮傑、煒烈、吳紫妍、張錚、曹達華、陳植槐、伍永森、馮素波、阮令濤                             | 編導：李艷芳、胡天鳳、黃俊文、曾麗珍、李旭華       |
| 01月19日 | 20   | 姊妹情 The Sisters                                                          |                                   |        |        | 麥翠嫻、葉玉卿、江圖、溫婉青、魯振順、楊仲恩、馮素波、徐思斐、江漢、張錚、林聰、羅國輝、邵音音                                                                   |                                                    |
| 02月22日 | 25   | 錦衣衛                                                                      | myTV SUPER （页面存档备份，存于） | 鍾繼昌 | 丁 亮  | 尹天照、楊得時、王偉、譚榮傑、伍永森、葉玉萍、吳寧、李映彤、馮素波、煒烈、張錚、陳迪華、苑瓊丹、甘山、良鳴                                                       |                                                    |
| 02月22日 | 20   | 迷魂                                                                        |                                   | 黃育德 | 龍紹基 | 米雪、朱江、鮑漢琳、吳彩南、吳剛、區靄鈴、孟麗萍、陳彩燕、單桂枝、蔣金                                                                                           | 編導：李旭華                                       |
| 03月23日 | 20   | 鍾馗捉鬼                                                                    | myTV SUPER （页面存档备份，存于） | 梁志明 | 譚新源 | 羅樂林、蔡倩兒、李文彪、羅國暉、馬麗莉、吳紫妍、徐思斐、石中玉、蔡國慶、司馬華龍、高雄、梁錦燊、湯錦棠、鄭雷、楊嘉諾、阮令濤                                     | 編導：楊皓雲、曾麗珍、姜明海、黃安東               |
| 03月29日 | 20   | 歷代奇女子                                                                  | 網頁                              | 劉枝華 | 王心慰 | 魏秋樺、苗可秀、周秀蘭、苗金鳳、潘志文、魯振順、江圖、唐品昌、陳彩燕、熊德誠、吳廷燁、楊仲恩、苑瓊丹、江漢、孫興、關偉倫、甘山、吳毅將、羅石青、黎宣、白彪、敖龍 | 編導：黃偉業                                       |
| 04月19日 | 30   | 愛火奔流 Love with Tears                                                    |                                   |        | 莊偉健 | 李青山、朱慧珊、李菁、黎劍星、陳曉瑩、湯鎮宗、楊仲恩、黄麗英、張振華、安德尊、劉雲峰、轅依玲、楊英偉、駱慧貞、李凌江、江圖、馮真、鮑漢琳、梁舜燕、鄒偉光         | 1987年拍攝，亞視總台火災後曾一度暫停拍攝，其後恢復 |
| 04月26日 | 25   | 賭徒                                                                        |                                   |        | 李愛琼 | 孫興、吳聲發、黎燕珊、潘銑怡、曹達華、王偉、丁櫻、劉志榮、張錚                                                                                                   |                                                    |
| 05月31日 | 20   | 法網柔情                                                                    | 網頁                              | 黃育德 | 龍紹基 | 米雪、劉松仁、湯鎮宗、馬麗莉、葉玉萍、吳毅將、陳柏燊、盧敦、鮑漢琳、馮素波、戴偉光、許瑩英、黃志寧、羅敏玲、吳廷燁、阮令濤、方傑                                 |                                                    |
| 06月1日  | 20   | 大宦官                                                                      |                                   |        | 李元科 | 白彪、江圖、吳剛、斑斑、楊得時、徐寶鳳、吳廷燁 |                                                    |
| 06月29日 | 50   | 滿清十三皇朝 2：雍正、乾隆、嘉慶、道光 The Rise and Fall of Qing Dynasty II | myTV SUPER （页面存档备份，存于） | 梁劍豪 | 周華宇 | 黃元申、汪禹、魯振順、江圖、尹天照、煒烈、楊仲恩、葉玉萍、蔡倩兒、陳彩燕、潘銑怡、苑瓊丹、周秀蘭、張煒、陳靖允、凌腓力                                           |                                                    |
| 07月4日  | 20   | 灰太陽 Between Black and White                                              |                                   |        | 李兆華 | 孫興、林其欣、王偉、丁櫻、黃麗英、歐陽耀麟 |                                                    |
| 08月2日  | 20   | 聊齋誌異                                                                    | myTV SUPER （页面存档备份，存于） |        | 李艷芳 | 羅樂林、區靄玲、葉玉萍、楊得時、苑瓊丹、劉少君、李文彪、駱達華、吳寧、蔣金、凌腓力                                                                               |                                                    |
| 08月30日 | 20   | 凶靈 The Man, the Ghosts and the Aliens (IV)                                |                                   | 盧榮光 | 袁浩泉 | 伍衛國、米雪、葉玉卿、曹達華、鄭雷、凌文海、安德尊、蕭山仁、鄧偉光、馮真、敖龍                                                                                   |                                                    |
| 09月8日  | 2    | 李清照                                                                      | 網頁                              | 梁劍豪 | 李兆華 | 劉雪華、何英偉、司馬華龍、鄭雷、吳毅將、江圖、吳廷燁 | 電視電影                                           |
| 09月13日 | 2    | 丈夫離家出走了 I Will Wait                                                  | ATV YouTube                       | 梁劍豪 | 李兆華 | 森森、孫興、林絲敏、陳迪華、譚少英、陳來有、蔡欣樺、曾美玲、殷曉儀、陳亮                                                                                         | 電視電影 編導：姜明海                              |
| 09月15日 | 2    | 心靈兇手 The Murder Plot                                                    | ATV YouTube                       | 梁劍豪 | 李兆華 | 白彪、吳廷燁、程嵐、丁櫻、尹天照、戴偉光、鮑漢琳、湯鎮宗 | 電視電影 編導：羅庭                                |
| 09月28日 | 17   | 賽金花                                                                      |                                   | 楊 基  | 莊偉健 | 劉雪華、潘志文、李青山、江圖、劉少君、王偉、吳紫妍、馬麗莉、丁櫻、梁漢威、施明、梁舜燕                                                                           |                                                    |
| 10月3日  | 25   | 張保仔                                                                      | 網頁                              | 劉枝華 | 譚新源 | 黄元申、苗可秀、江漢、熊德誠、金童、吳回、駱達華、熊德誠、凌腓力、馮素波、區艷蓮、陳植槐                                                                         |                                                    |
| 10月25日 | 20   | 十月風暴                                                                    |                                   |        | 王心慰 | 米雪、朱江、苗金鳳、湯鎮宗、雪梨、羅樂林、潘冰嫦、吳元俊、曹達華                                                                                                 | 王心慰於轉投TVB前最後一部製作的亞視作品            |
| 10月31日 | 25   | 嘻嘻哈哈 Carry On Young Man                                                 |                                   | 梁志明 | 李愛瓊 | 孫興、邱月清、李道洪、陈百燊、曹達華、蔣金、楊嘉諾、司馬華龍、江圖、馮素波、蔡國慶、馮真                                                                         | 編導：雷瑞麟 主題曲：葉振棠《嘻嘻哈哈》            |
| 11月22日 | 20   | 黑夜 Dark Side of the Mind                                                  |                                   | 盧榮光 | 龍紹基 | 劉 永、朱慧珊、葉玉卿、湯鎮宗、吳廷燁、王偉、梁舜燕、吳剛、良鳴                                                                                                  |                                                    |
| 12月5日  | 20   | 俠女傳奇                                                                    | myTV SUPER （页面存档备份，存于） | 黃育德 | 周華宇 | 江圖、雪梨、羅樂林、尹天照 | 編導：羅庭、黃偉森、胡天鳳、雷瑞麟、黃偉業         |
| 12月26日 | 15   | 衙門風雲 The Justice in Qing Dynasty                                        |                                   | 劉枝華 | 李艷芳 | 黄元申、魯振順、楊得時、陳曉瑩、李菁、江漢 |                                                    |

## 1989年
| 首播日期 | 集數 | 劇名                                 | 官網                              | 編審                 | 監製               | 演員 | 備註                                                  |
| 01月16日 | 10   | 千面俏嬌娃 Uncle Ken's Angels        |                                   | 梁劍豪               | 楊錦泉             | 吳嘉文、梁林玲、曾小燕、孫興、湯鎮宗、吳聲發、區耀國、安德尊、黃素歡、凌腓力、陳巧儀、湯國明、吳紫妍、邵音音、曹達華、馮真、蔡國慶、譚榮傑 | 編導：高先明                                          |
| 02月5日  | 8    | 龍鳳喜迎春 Happy New Year            | 網頁                              | 楊 基 梁劍豪         | 李元科             | 伍衛國、雪梨、江圖、羅樂林、蔡國慶、良鳴、熊德誠、甘山、鄭雷、梁漢威、凌文海、陳植槐、伍永森、潘先儀、徐寶鳳、楊嘉諾、邵音音、曹達華、馮真、丁櫻、苑瓊丹、梁舜燕、馮素波、江威 |                                                       |
| 02月13日 | 20   | 安樂茶飯 Home Menu                   | 網頁                              | 馬偉豪 梁志明        | 李兆華             | 馮寶寶、吳茜薇、劉松仁、王偉、樂蓓、邵傳勇、喬宏、孫興、安德尊、陳迪華、梁舜燕、斑斑、熊德誠、關偉倫、龐秋雁、吳紫妍、譚榮傑、丁櫻、凌文海 |                                                       |
| 02月14日 | 81   | 夜琉璃                               | 網頁 （页面存档备份，存于）       | 黃育德               | 招振強 袁浩泉      | 羅樂林、葉玉萍、蔣金、楊得時、蔡倩兒、馮真、甘山、苑瓊丹、尹天照、李青山、孫興、吴聲發、駱達華、吴廷燁、安德尊、潘銑儀、朱慧珊、蔣皓文、陳靖允、陳麗雲、黄素歡、李菁、陳敬、陳穎芝、劉雲峰、單桂芝、曾小燕、黎劍星、鄭文霞、張碧兒、蕭山仁、徐二牛、江圖、區耀國、溫雪琪、李影彤、丁櫻、關子標、林絲敏、韓依玲、蔡欣樺、熊德誠、蔡國慶、淩文海、韓江、敖龍、馬麗莉、吴紫妍、周美玲、關偉倫、譚榮傑、譚少英、張錚、煒烈、張振華、劉宗基、熊德誠、陳曉瑩、黄麗英、羅國輝、黄景珍、梁林玲、吴嘉文、湯國明、何英偉、司馬華龍、吴仕德、張煒 | 編導：鞠覺亮、李景英、梁德華、胡天鳳、雷瑞麟、黃偉業  |
| 03月13日 | 20   | 天堂夢                               |                                   | 劉枝華 許淑嫻        | 龍紹基             | 莊靜而、陳曉瑩、凌文海、江圖、吳剛、吳元俊、關偉倫、劉雲峰、李影彤、羅國輝、張煒、馬寶顓、王偉、司馬華龍、丁櫻、梁漢威、馮素波 | 稱於《七點鐘劇場》 主題曲：甄楚倩《好夢》             |
| 03月13日 | 32   | 皇家檔案                             |                                   | 曾謹昌 盧榮光 江香生 | 招振強             | 吳毅將、連偉健、陳潔靈、黃允材、劉丹、金興賢、羅烈、黃樹棠 |                                                       |
| 04月10日 | 20   | 愛情蝙蝠俠 Love Shop                 |                                   | 盧榮光 梁志明        | 李愛琼             | 潘宏彬、符鈺晶、江圖、歐陽耀麟、馮真、苗金鳳、司馬華龍、潘冰嫦、黃樹棠 | 半小時劇集 稱於《七點鐘劇場》                         |
| 04月24日 | 15   | 上海風雲之爭雄歲月                   | 網頁                              | 鄭忠泰 吳文輝        | 招振強             | 鄭少秋、韓義生、朱慧珊、嚴浩、潘銑怡、許英秀、陳家霖、葉玉卿、李道洪、王偉、張錚、鄭恕峰、甘山、司馬華龍、羅銘偉、方傑 |                                                       |
| 05月8日  | 30   | 生娘不及養娘大                       |                                   |                      | 譚新源             | 唐品昌、森森、唐麗球、梁林玲、凌文海、吳紫妍、戴偉光、安德尊 | 半小時劇集 稱於《七點鐘劇場》                         |
| 05月22日 | 10   | 城市劍客                             |                                   | 張毅成               | 李艷芳             | 劉永、吳毅將、雪梨、周秀蘭、尹天照、姜皓文、劉玉婷、羅烈、張錚 | 編導：龍紹基、吳紹雄、李艷芳                          |
| 06月5日  | 15   | 上海風雲之危城歲月                   | 網頁                              | 鄭忠泰 吳文輝        | 招振強             | 鄭少秋、韓義生、孫興、安德尊、張敏、張煒、劉錫賢、吳茜薇、伍永森、熊德誠、紀保羅、吳仕德、李菁、蔡欣樺、譚榮傑、鄒偉光 |                                                       |
| 06月19日 | 40   | 野櫻花                               |                                   | 鍾健強 曾謹昌        | 招振強             | 戚美珍、湯鎮業、李青山、黃莎莉、米奇、丁櫻、吳元俊、尹志強 | 半小時劇集 稱於《七點鐘劇場》                         |
| 06月19日 | 20   | 男大當差                             |                                   |                      | 招振強             | 鄧浩光、連偉健、莊靜而、簡慧真、葉晨、蕭亮、黃麗英、施明 |                                                       |
| 07月17日 | 20   | 塘西故事 The Story of Shek Tong Tsui |                                   |                      |                    | 尹天照、雪梨、孫興、曾小燕、馬寶顓、彭文堅 |                                                       |
| 08月14日 | 20   | 皇家儷人                             |                                   | 盧榮光               | 李艷芳             | 米雪、林建明、朱江、黃允材、吳廷燁、龐秋雁、李青山、羅烈 |                                                       |
| 08月14日 | 20   | 捉鬼家族                             |                                   | 梁志明               | 李愛琼             | 劉丹、歐陽佩珊、江圖、曹達華 | 半小時劇集 《隔世天師》、《捉鬼大丈夫》的姊妹作       |
| 08月15日 | 24   | 傅紅雪傳奇                           | myTV SUPER （页面存档备份，存于） | 梁劍豪               | 譚新源             | 惠天賜、曾偉權、江圖、喬宏、黃曼凝、何佩儀、魯振順、陳曉瑩 | 半小時劇集                                            |
| 08月15日 | 20   | 中國奇談 Tales of Chinese Mysteries  | myTV SUPER （页面存档备份，存于） | 楊 基                |                    | 江圖、伍衛國、司馬華龍、張煒、李菁、楊嘉諾 |                                                       |
| 09月11日 | 15   | 小小大女人                           |                                   | 馬偉豪 鍾健強        | 陳家瑛             | 林建明、尹志強、吳剛、彭健新、李泳漢、周秀蘭、寶佩如、李岡、邱展鵬、歐陽耀麟、喬宏、蔣金 | 半小時劇集                                            |
| 09月11日 | 15   | 皇家檔案II                           |                                   | 梁志明               | 招振強             | 吳毅將、連偉健、楊群、孫興、莊靜而、曾偉權、李青山、何潔 |                                                       |
| 09月26日 | 8    | 白骨陰陽劍                           | myTV SUPER （页面存档备份，存于） | 許淑嫻               | 招振強             | 吳茜薇、邵傳勇、駱慧貞、施明、李泳漢 | 《武俠新紀元》系列 半小時劇集                         |
| 10月2日  | 20   | 霹靂神將                             | myTV SUPER （页面存档备份，存于） | 鄭忠泰               | 鞠覺亮             | 吴毅将、黄曼凝、辕依玲、尹志强、尹天照、曾偉權、煒烈、 張雷、 吳聲發、 黃素歡、 蔡倩兒、 韓義生、 施明、 黎劍星、 歐陽耀麟 | 監製助理：潘世鴻 編導：陳鴻楷、曾子聰、張健偉、何錦燦 |
| 10月2日  | 20   | 望父成龍                             |                                   | 鍾健強               | 黃錦鈿             | 鄭少秋、鄧浩光、葉玉卿、江圖、馮真、龐秋雁、劉丹、梁思浩、陳穎芝 | 主題曲：鄭少秋 稱於《七點鐘劇場》                     |
| 10月10日 | 8    | 天劍絕刀                             | myTV SUPER （页面存档备份，存于） | 楊 基 劉枝華         | 李元科             | 彭文堅、周秀蘭、區豔蓮、斑 斑、楊嘉諾、葉 霖、苗金鳳 | 《武俠新紀元》系列 半小時劇集                         |
| 10月24日 | 8    | 仙鶴神針 Mythical Crane Magic Needle | myTV SUPER （页面存档备份，存于） | 楊 基 劉枝華         | 李元科             | 江圖、唐品昌、符鈺晶、葉玉萍、陳佩珊、龐秋雁、吳剛、何英偉、陳靖允 | 《武俠新紀元》系列 半小時劇集 編導：黃偉業            |
| 10月30日 | 20   | 司機大佬                             | 網頁                              | 張毅成               | 伍潤泉             | 吳耀漢、歐陽佩珊、萬綺雯、孫興、胡渭康、伍詠薇、陳植槐 | 稱於《七點鐘劇場》                                    |
| 10月30日 | 15   | 皇家檔案III                          |                                   | 張 鍵                | 鄧衍成             | 吳毅將、連偉健、何英偉、孫興、曾偉權、李青山、周秀蘭 |                                                       |
| 11月7日  | 8    | 無字天書                             | myTV SUPER （页面存档备份，存于） | 許淑嫻               | 李元科             | 伍衛國、尹天照、江圖、陳曉瑩、梁林玲、羅烈、楊嘉諾、黃麗英、馮素波 | 《武俠新紀元》系列 半小時劇集 編導：黃裕文、高林豹    |
| 11月20日 | 15   | 大靈界                               | 網頁 （页面存档备份，存于）       | 鄭忠泰               | 袁仁康（執行監製） | 鄧浩光、劉千蒂、歐陽耀麟、凌文海、譚少瑛、邵傳勇、金童、丁櫻、孫興、吳毅將、陳穎芝、邱月清 | 監製助理：潘世鴻 編導：張健偉、吳紹雄、蒲騰晉         |
| 11月21日 | 16   | 小白龍                               | myTV SUPER （页面存档备份，存于） | 楊 基 劉枝華         | 丁 亮 譚新源       | 吳茜薇、龐秋雁、江圖、黃樹棠、吳廷燁、吳剛、金興賢 | 《武俠新紀元》系列 半小時劇集                         |
| 11月27日 | 10   | 兜亂兩仔爺                           |                                   | 張毅成               | 譚新源             | 秦沛、梁思浩、森森、袁潔儀、安德尊、李道洪、李菁、苗金鳳 | 主題曲：賈思樂 稱於《七點鐘劇場》                     |
| 12月11日 | 20   | 捉鬼大丈夫                           |                                   |                      |                    | 劉丹、嚴秋華、麥潔文 | 《隔世天師》、《捉鬼家族》的姊妹作                    |
| 12月11日 | 20   | 妙探出租                             |                                   |                      | 黃錦鈿             | 連偉健、關詠荷、孫興、陳佩珊、陳曉瑩、潘先儀、李菁、施明、梁十一 |                                                       |
| 12月19日 | 12   | 火燒紅蓮寺                           | myTV SUPER （页面存档备份，存于） | 劉枝華               | 李艷芳             | 曾偉權、葉玉卿、彭文堅、何潔、李岡、陳亮、馬寶顓、江圖 | 《武俠新紀元》系列 半小時劇集                         |